# واینو سیپیلا
واینو سیپیلا (انگلیسی: Väinö Sipilä؛ ۲۴ دسامبر ۱۸۹۷ – ۱۲ سپتامبر ۱۹۸۷) دونده دو استقامت اهل فنلاند بود.